# تلیا استی
تلیا استی (انگلیسی: Telia Eesti) شرکت مخابرات استونیایی است، که در سال ۱۹۹۳ تأسیس شد.